# Лийш
Лийш (на английски: County Laois, Каунти Лийш; на ирландски: Contae Laoise) е едно от 26-те графства на Ирландия. Намира се в провинция Ленстър. Граничи с графствата Карлоу, Килдеър, Типърари, Офали и Килкени. Има площ 1719 km². Население 69 012 жители към 2006 г. Главен град на графството е Портлийшъ. Градовете в графството са Абилейкс, Баликмойлър, Борис ин Осори, Дъроу, Маунтмелик, Маунтрат, Портарлингтън, Портлийшъ (най-голям по население), Ратдауни и Страдбали.